# Sun Cheng
Sun Cheng (en xinès tradicional: 孫程; en xinès simplificat: 孙程; en pinyin: Sūn chéng) (mort el 132 EC) va ser un eunuc durant la Dinastia Han que, contràriament als estereotips dels eunucs Han de ser corruptes i ansiosos de poder, va ser lleial a la família imperial i va intentar (sense èxit) contrarestar la cultura de corrupció.

## Contribució a la restauració de l'Emperador Shun
Durant el regnat de l'Emperador An, les seves diverses persones de confiança, inclòs els eunucs Jiang Jing (江京) i Li Run (李閏) i la seva dida Wang Sheng (王聖), així com la seva dona l'Emperadriu Yan Ji, van exercir de fet l'administració imperial, i van aprofitar l'ocasió per a aconseguir el poder i riquesa de manera corrupta. Una de les coses en què Jiang i l'Emperadriu Yan van estar involucrats va ser, en el 124, en acusar falsament al Príncep Hereu Liu Bao (劉保, de nou anys) de crims fent que l'Emperador An el deposés i el fes Príncep de Jiyin.
En el 125, l'Emperador An va morir sobtadament, i encara que el Príncep Bao era l'únic fill de l'Emperador An, l'Emperadriu Yan volia algú jove per controlar, i és així que va fer a Liu Yi (劉懿), el Marquès de Beixiang, emperador.
Quan el jove emperador va emmalaltir greument a finals d'any, Sun, que llavors era un eunuc de nivell mitjà, es va preocupar sobre que l'Emperadriu Vídua Yan tornés a eludir al príncep Bao, l'hereu legítim, i és així que va unir-se per conspirar amb uns altres eunucs. Ells van fer un jurament per restituir al príncep Bao, i uns quants dies després que l'antic Marquès de Beixiang va morir, ells van fer un assalt sobtat sobre el palau i donaren la benvinguda al Príncep Bao al mateix i el van proclamar emperador (com l'Emperador Shun). Després de diversos dies de lluita amb la facció de l'emperadriu vídua, els eunucs dirigits per Sun prevalgueren, i el clan Yan va ser massacrat.
Per les seves contribucions a la seva restauració, l'emperador Shun va crear Sun i els seus 18 companys eunucs com marquesos.